# رخصة طيار تجاري

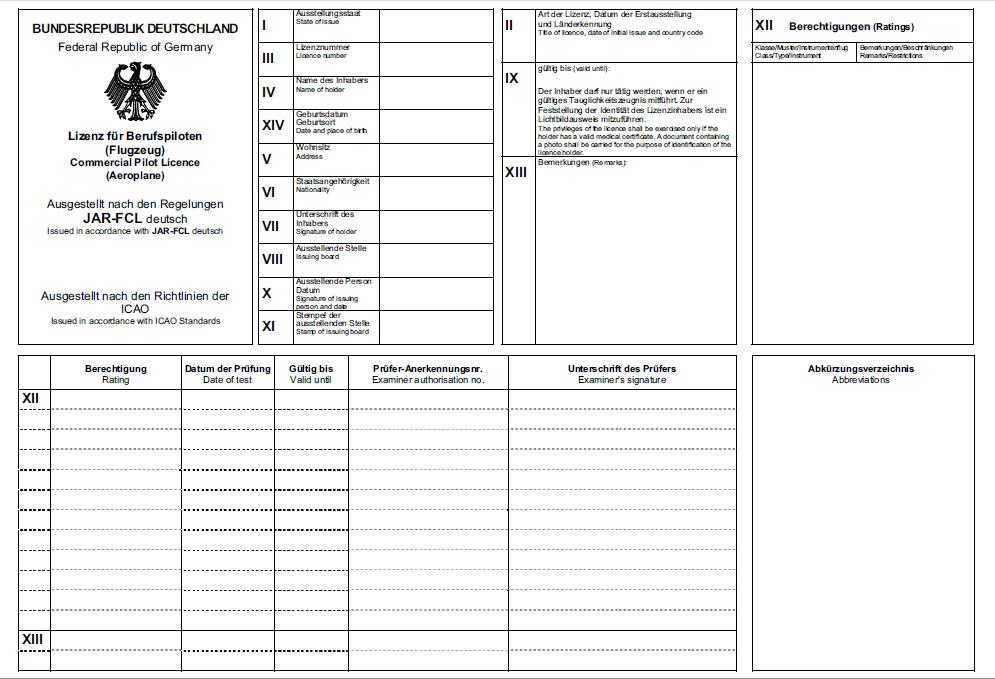
رخصة طيار تجاري

رخصة طيار تجاري (commercial pilot licence) اختصاراً (CPL) هي نوع من رخص الطيارين تسمح لحاملها بالعمل كطيار لطائرة ودفع أجر له مقابل عمله.
يتم إصدار تراخيص مختلفة لفئات الطائرات الرئيسية: الطائرات، والمناطيد، والبالونات، والطائرات الشراعية، وطائرات جايرو العمودية، والمروحيات. اعتمادًا على الاختصاص القضائي، قد تكون جميعها على نفس المستند.
لن يكون لرخصة الطيار التجاري (CPL) تاريخ انتهاء صلاحية. ومع ذلك، ستكون هناك حاجة إلى شهادة طبية سارية وتصنيف صالح لاستخدامها. قد يتم إدراج تصنيفات الطيار في الرخصة، بما في ذلك أنواع الطائرات التي يمكن أن تطير (ذات محرك واحد أو متعدد المحركات)، وما إذا كان الطيران بموجب قواعد الطيران الآلي مسموحًا به (تصنيف الجهاز)، وما إذا كان يمكن أن يكون توجيه وفحص الطيارين المتدربين أمرًا ممكنًا. تم (تقييم المعلم أو الممتحن).

## متطلبات
يتم الاتفاق على المتطلبات الأساسية للحصول على الترخيص والامتيازات التي يمنحها دوليًا من قبل منظمة الطيران المدني الدولي (ICAO). ومع ذلك، فإن التنفيذ الفعلي يختلف اختلافًا كبيرًا من بلد إلى آخر. وفقا لمنظمة الطيران المدني الدولي،  ليكون مؤهلاً للحصول على رخصة طيار تجاري، يجب على مقدم الطلب؛
- أن يكون قادرًا على قراءة اللغة الإنجليزية والتحدث بها وكتابتها وفهمها
- حاصل بالفعل على رخصة طيار خاص
- تلقوا تدريباً في مجالات طيار تجاري
- إكمال الاختبارات الكتابية ذات الصلة بنجاح.

لدى سلطات الطيران المشتركة (JAA) العديد من الدورات التدريبية المعتمدة التي تؤدي إلى إصدار رخصة طيار تجاري من سلطات الطيران المشتركة مع تصنيف أداة دون الحصول أولاً على ترخيص طيار خاص. عند الانتهاء من هذه المتطلبات الأساسية، سيحصل مقدم الطلب بعد ذلك على امتحان من هيئة الطيران الحاكمة يتكون من اختبار طيران شفهي وعملي من أحد الفاحصين. يجب أن يكون المتقدمون للحصول على رخصة طيار تجاري (CPL) (الطائرات) قد أكملوا أيضًا رحلة فردية عبر البلاد لا تقل عن 300 ميل بحري مع هبوط كامل في مطارين غير مطار منشأ الطيار.
في المملكة المتحدة، يجب أن يكون الطيار قد طار 200 ساعة لإصدار رخصة طيار تجاري (CPL)، بما في ذلك 100 ساعة كطيار في القيادة. يجب أن يكونوا قد أكملوا رحلة مؤهلة عبر البلاد لا تقل عن 300 ميل بحري كطيار في القيادة، بما في ذلك الهبوط الكامل في مطارين مختلفين عن مطار المغادرة.
في كندا، يجب ألا يقل عمر الطيار عن 18 عامًا ، ويجب أن يحمل شهادة طبية من الفئة 1. يجب عليهم إكمال ما لا يقل عن 80 ساعة من التدريس في حجرة الدراسة حول مجموعة متنوعة من الموضوعات، واجتياز اختبار تحريري بدرجة لا تقل عن 60٪. يجب أيضًا أن يكونوا قد سجلوا 200 ساعة على الأقل من تجربة الطيران. يجب أن تشمل التجربة 100 ساعة كطيار في القيادة، بالإضافة إلى خبرة محددة في الليل، والطيران عبر البلاد، ووقت الأداة.